# HAPPY ICECREAM
『HAPPY ICECREAM』（ハッピー・アイスクリーム）は菅野美穂のアルバムである。

## 解説
1995年8月2日発売。
菅野美穂名義として初のアルバムである。以前に発表されたシングルを中心に収録されている。

## 収録曲
1. 恋をしよう!
  - 作詞：桑原永江 / 作曲：いわみゆり
2. 涙は隠さないで
  - 作詞：山本成美 / 作曲：前田克樹
3. サマー・ホリデイ
  - 作詞：金田一郎 坂田和子 / 作曲：金田一郎
4. 太陽が好き!
  - 作詞：サエキけんぞう / 作曲：山田直毅
5. タンバリン!
  - 作詞：藤林聖子 / 作曲：風戸有人
6. 追伸
  - 作詞：藤林聖子 / 作曲：佐藤英敏
7. 波風を立てよう!
  - 作詞：佐藤ありす / 作曲：石上智明
8. 忘れなくちゃね 
  - 作詞：桑原永江 / 作曲：佐藤英敏